# Львівський синод 1891
Львівський синод — синод Галицької греко-католицької митрополії, який відбувся у Львові з ініціативи митрополита Сильвестра Сембратовича в днях від 24 вересня до 8 жовтня 1891 року.

## Відомості
З різних причин у Київській унійній митрополії, а згодом в її правонаступниці — Галицькій греко-католицькій митрополії — упродовж 170 років від 1720 року не було можливості скликання загального синоду для вирішення церковних справ. У 1885 році створено Станиславівську греко-католицьку єпархію та майже одночасно Галицький митрополичий престол посів Сильвестер Сембратович. 1888 року під час перебування в Римі з нагоди святкування 50-ліття священства Папи Льва XIII митрополит Сембратович та єпископ Станиславівський Юліян Пелеш запропонували Апостольській Столиці ідею скликання синоду. Ця ідея отримала схвалення як Риму, так і клиру Галичини та Буковини. 12 серпня 1889 року Апостольський Престол надіслав обширну та детальну інструкцію щодо проведення синоду. У лютому 1891 року готову схему вислано до Риму, а тим часом аж до червня відбувалися передсинодальні засідання і 1 липня митрополит оголосив про скликання синоду на 27 вересня — 13 жовтня 1891 року (27 липня датований відповідний лист).
Львівський синод 1891 року відбувся під головуванням Апостольського делегата, титулярного архієпископа Лариси Аґостіно Чяски, який прибув у вересні через Відень і Перемишль до Львова. 24 вересня розпочалися загальні синодальні сесії, яких відбулося п'ять; працювали три синодальні комісії по 64 синодальні отці кожна. У соборі святого Юра відбулися чотири урочисті сесії: 27 вересня, 1, 4 і 8 жовтня. Синод завершився 8 жовтня і цього дня були підписані його діяння. Апостольський делегат виїхав зі Львова 12 жовтня через Відень до Риму. У Львівському синоді взяло участь 160 синодальних отців під керівництвом трьох єпископів і головуванням Апостольського делегата.
Діяння Львівського синоду опубліковані подвійним виданням: латиною в 1895 році в Римі, наступного року у Львові українською мовою під заголовком «Чинности и Рішеня руского провинціяльного Собора в Галичині, отбувшогося во Львові въ році 1891» з «Додатком до чинностей…», в якому, як синодальний документ подано майже весь Замойський синод 1720 року.

## Постанови
«Діяння» Львівського синоду складаються із 15 титулів, які можна звести до наступних пунктів:
- визнання віри і вірності галицького народу Апостольському Престолу;
- устійнення числа свят і постів;
- налагодження церковного правопорядку, судочинства і літургії;
- одруженість священиків залишалась традиційною з рекомендацією целібату;
- обов'язок щоденного проказування Часослова;
- юліанський календар залишався обов'язковим у Галичині;
- рекомендація реформ василіян і василіянок, дозволено заснування нових чернечих згромаджень;
- впорядкування священичої формації по семінаріях.

## Учасники Львівського синоду 1891 року
1. Аґостіно Чяска, архієпископ Лариси, Апостольський делегат, предсідник синоду
2. Сильвестер Сембратович, митрополит Галицький, архієпископ Львівський русинів-католиків, єпископ Кам'янецький
3. Юліян Пелеш, єпископ Перемишльський, Самбірський і Сяноцький
4. Юліян Куїловський, єпископ Станиславівський

### З Львівської архиєпархії
1. Михаїл Сінґалевич, архипресвітер греко-католицької митрополичої Львівської капітули, домовий прелат Святішого Отця Папи Льва XIII
2. Лев Готоровський, архидиякон Львівської греко-католицької митрополичої капітули
3. Андрій Білецький, схоластик Львівської греко-католицької митрополичої капітули, домовий прелат Святішого Отця Папи Льва XIII
4. Йосиф Кобилянський, канцлер митрополичої капітули
5. Лев Туркевич, греміальний крилошанин Львівської капітули і парох архикатедральний
6. д-р Йосиф Комарницький, греміальний крилошанин митрополичої капітули, професор університету
7. Мартин Пакіж, тайний капелан Його Святості, греміальний крилошанин капітули Львівської
8. Еміліян Білинський, греміальний крилошанин митрополичої капітули Львівської
9. д-р Климент Сарницький, протоігумен Чина св. Василія Великого
10. Михайло Малиновський, вислужений крилошанин, архидиякон митрополичої капітули
11. Олександр Бачинський, ректор греко-католицької генеральної семінарії Львівської, почесний крилошанин Львівської капітули
12. Василь Ільницький, директор ц. к. академічної гімназії, почесний крилошанин, член шкільної краєвої ради, ц. к. шкільний радник
13. д-р Йосиф Левицький, почесний крилошанин митрополичої капітули, ц. к. професор
14. Василь Фортуна, почесний крилошанин, парох і декан Тернопільський
15. д-р Теофіль Сембратович, ректор Віденської семінарії
16. д-р Омелян Огоновський, титулярний радник Львівської митрополичої консисторії, професор Львівського університету
17. д-р Іван Бартошевський, дійсний радник Львівської митрополичої консисторії, професор ц. к. Львівського університету
18. Онуфрій Лепкий, професор релігії в ц. к. Львівській гімназії Франца Йосифа, радник митрополичої консисторії
19. д-р Йосиф Мельницький, віцеректор
20. Іван Гушалевич, вислужений професор
21. Ісидор Дольницький, духовник семінарії
22. Северин Торонський, віцеректор семінарії
23. Теодор Кордуба, декан і парох Бережанський
24. Степан Юрик, префект наук греко-католицької генеральної семінарії у Львові
25. Олександер Радикевич, декан Бобрецький
26. Григорій Словицький, декан Буський і парох у Козлові
27. д-р Гавриїл Крижановський, референт, радник, і канцлер митрополичої консисторії
28. Юліян Копистянський, завідатель деканату Галицького і парох Галицький
29. Михаїл Кульматицький, декан і парох Городоцький
30. Йосиф Кернякевич, декан Журавенський, парох у Черневі
31. Корнилій Монцібович, завідатель деканату Залозецького і парох у Вертелці
32. Григорій Чубатий, декан Збаразький, парох в Ступках
33. Євстахій Клосєвич, декан Зборівський, парох у Присівцях
34. Олександр Чемеринський, декан і парох Золочівський
35. Ігнатій Губчак, декан і парох Калуський
36. Іван Юркевич, декан Львівський заміський, парох у Германові
37. Олександр Танчаківський, завідатель деканату Нараївського, парох Дунаєва
38. Антоній Давидович, декан Олеський, парох у Заболотцях
39. Миколай Кобринський, парох у Ціневій
40. Лев Левицький, декан Перегінський, парох в Янівці
41. Іларій Стеткевич, декан Підгаєцький і парох в Божикові
42. Йосиф Макогонський, декан Рогатинський, парох у Липиці гірній
43. Константин Строцький, завідатель деканату Роздольського і парох у Рудниках
44. Іван Слюзар, декан і парох Скалатський
45. Іван Залуцький, декан і парох Теребовлянський
46. Юліян Левицький, декан Унівський, парох у Словіті
47. Теодор Ступницький, декан Ходорівський, парох у Молотові
48. Іван Сохацький, декан Холоївський, парох у Стоянові
49. Євстахій Мерунович, декан Щирецький, парох церкви св. Петра і Павла у Львові
50. Йосиф Заячківський, парох у Лопянці деканату Перегінського
51. Адольф Василевський, парох Львівський, віцедекан Львівський міський
52. Мелетій Тибінька, ігумен Гошівського монастиря Чина св. Василія Великого
53. Павло Пилинський, ігумен Золочівського монастиря
54. Володислав Дорожинський, парох у Мізуні
55. Лонгин Карпович, ігумен Підгорецького монастиря
56. Димитрій Гузар, титулярний радник митрополичої консисторії, парох у Завалові
57. Василій Копитчак, ц. к. гімназійний професор релігії в Тернополі
58. Олександр Стефанович, професор релігії у Львівській педагогічній семінарії
59. Касіян Куницький, ц. к. капелан військовий у Львівській єпархії
60. Климент Глинський, титулярний радник консисторії, парох у Кам'янках
61. Атанасій Пашковський, парох в Олеську
62. Володимир Петрушевич, сповідник архикатедральний
63. Іван Чапельський, префект греко-католицької семінарії у Львові
64. д-р Тит Мишковський, префект наук у греко-католицькій генеральній семінарії у Львові
65. д-р Ілярій Вацик, префект наук, катехит п'ятої гімназії у Львові
66. Онуфрій Зацерковний, парох у Скнилові
67. Лев Джулинський, парох у Лапшині, редактор часопису «Посланник»
68. Анатоль Долинський, парох Якторівський
69. Іван Редкевич, проповідник архикатедральний
70. Олександр Здерковський, парох Крушельниці
71. Євгеній Гузар, катехит міської жіночої школи і заступник секретаря Преосвященного митрополита
72. Петро Франц Крип'якевич, вікарій архикатедральний Львівський, нотар синоду провінційного
73. Яків Сироїдов, священик архикатедральний Львівський
74. д-р Ісидор Шараневич, сеніор Ставропігійного інституту у Львові, публічний професор у ц. к. Львівськім університеті.

### З Перемишльської єпархії
1. Венедикт Литинський, архидиякон капітули Перемишльської
2. Мирон Подолинський, крилошанин капітули Перемишльської
3. Іван Войтович, крилошанин капітули Перемишльської, ректор єпархіальної семінарії
4. Йосиф Делькевич, д-р богослов'я, почесний крилошанин греко-католицької єпархії Перемишльської, вислужений професор церковної історії Львівського університету
5. Василій Чемарник, почесний крилошанин єпархії Перемишльської, парох Сяноцький
6. Платон Паславський, почесний крилошанин єпархії Перемишльської, парох Белзький
7. Миколай Роздільський, почесний крилошанин Перемишльської капітули, парох Сокальський
8. Іван Кописцянський, почесний крилошанин капітули Перемишльської, вислужений декан і парох Криницький
9. Іван Борсук, парох Краківський і почесний крилошанин Перемишльський
10. д-р Йосиф Черлюнчакевич, вислужений професор і декан Університету Ягеллонського Краківського і Львівського
11. Олексій Торонський, професор релігії в ц. к. академічній гімназії Львівській, радник митрополичої консисторії
12. д-р Іван Гробельський, професор пастирського богослов'я семінарії греко-католицької Перемишльської
13. Полієвкт Кміт, заступник професора канонічного права і префект греко-католицької семінарії Перемишльської
14. д-р Миколай Малиняк, парох Сливницький, декан Нижанковицький
15. Орест Чехович, парох Борятинський, віцедекан Белзький
16. Діонисій Добрянський, завідатель деканату Бечського, парох у Ждині
17. д-р Сильвестер Кописцянський, парох у Кониськім
18. Володимир Хиляк, парох у Бортнім, деканату Бечського
19. Михаїл Прухницький, декан Височанський і парох у Турці
20. Михаїл Матковський, віцедекан Горожанський, парох у Горожанці
21. Йосиф Мерена, парох Грабський
22. Константин Гукевич, парох у Квашенині, віцедекан у Добромилі
23. Василій Чернецький, парох у Сільці Белзькім деканату Белзького
24. Іван Скобельський, декан Дрогобицький, парох в Лішні
25. Кирило Селецький, парох Жужельський деканату Белзького
26. Теодор Борис, парох в Хащеві і віцедекан Жукотинський
27. Маркил Мигулович, декан Затварницький, парох у Чорній
28. Тома Шумило, завідатель деканату Каньчузького, парох у Курилівці
29. Іван Негребецький, парох Заліський
30. Ілля Каламунецький, декад Комарнянський і парох Кропильницький
31. Іван Яблоновський, парох Любачівський
32. Іван Парилович, парох у Злоцькім
33. Лев Гриневецький, парох Биковський
34. Григорій Кописцянський, парох Снітницький деканату Мушинського
35. Северин Турчманович, парох Луківський, віцедекан Ольховецький
36. Анатоль Сінкевич, парох Стібенський, за деканат Перемишльський
37. Іван Борисєвич, парох Кривецький, віцедекан Порохницький
38. Іван Решетило, парох Маґерівський, за деканат Потелицький
39. Еміліян Левицький, парох Тартаківський деканату Сокальського
40. Олександр Несторович, декан Самбірський і парох у Самборі
41. Юрій Гладилович, парох Хирівський, вислужений декан Бірецький
42. Лев Щавинський, декан Старосамбірський, парох в Старім місті
43. Лев Сембратович, завідатель Сяноцького деканату і парох у Чертежі
44. Іван Головинський, парох в Молошковичах, декан Судововишенський
45. Йосиф Крушинський, парох у Селиськах Яворівського деканату
46. Григорій Секела, парох у Ліську, за деканат Ліський
47. Омелян Дідицький, парох у Мостах Великих деканату Угнівського
48. Айтал Фидинкевич, парох у Бунові деканату Яворівського
49. Теодор Мельник, парох Старяви Сяніцької, делегат деканату Устрицького
50. Миколай Назаревич, парох у селі Серни
51. Антоній Бескид, парох в Тарнавці, віцедекан Яслицький.

### Зі Станиславівської єпархії
1. Василь Фацієвич, архипресвітер Станиславівської єпископської капітули
2. Іван Литвинович, кустос Станиславівської єпископської капітули
3. Теодат Шанковський, почесний крилошанин, декан і парох катедральний Станиславівський
4. Теодор Лісевич, почесний крилошанин, декан Косівський, парох у Кутах Старих
5. Іван Коблянський, почесний крилошанин, декан Коломийський, парох Коломиї, лицар ц.к. ордена Франца Йосифа
6. Келестин Костецький, почесний крилошанин, декан Буковинський, парох Чернівців
7. Василій Богонос, почесний крилошанин і парох у Хоросткові
8. Айтал Кобринський, декан Городенківський, парох в Раківці
9. Лев Калинський, декан Тисменицький і парох в Ольшаниці
10. Михаїл Гулла, радник єпископської консисторії, декан Кудринецький, парох Борщівський і Мушкатівський.
11. Іван Партицький, титулярний радник єпископської консисторії, декан Товмацький, парох у Торговиці
12. Іван Михалевич, титулярний радник єпископської консисторії, декан Чортківський, парох у Білобожниці
13. Миколай Дрогомирецький, декан Бучацький і парох Стінки
14. Юліян Левицький, віцедекан Бучацький, парох Жизномирський
15. Кирило Пачовський, парох і декан Богородчанський
16. Кирило Гаморак, сотрудник з правом управи парафії в Стецевій
17. Стефан Ленкавський, парох в Угорниках
18. Максиміліян Крушельницький, парох у Надвірній
19. Іван Грабович, парох у Тисмениці
20. Андрій Стотанчик, парох і віцедекан Устецький
21. Ілля Мардарович, архиєпархіальний місійний проповідник до усунення п'янства, єпископський радник, парох Кам'янки
22. Миколай Гошовський, завідатель деканату Єзупільського і парох Блюдників
23. Єронім Островерха, ігумен монастиря Чина св. Василія Великого в Бучачі
24. Леонтій Лушпинський, парох у Трибухівцях, віцедекан Чортківський
25. Петро Мицьковський, декан Скальський і парох у Чорнокінцях
26. Петро Гіль, парох в Олексинцях
27. Рудольф Мох, парох в Острові деканату Єзупільського, титулярний радник єпископської консисторії Станиславівської, проповідник місійний тверезости, член Товариства св. Павла
28. Григорій Тимяк, завідатель деканату Пістинського, парох у Шешорах
29. Іван Білоус, парох у Білоберізці
30. Олександр Кнігиницький, парох у Заліщиках, вислужений декан
31. Володимир Козьоровський, віцедекан Гусятинський, парох у Городниці.